# الحزب الليبرالي الوحدوي
كان الحزب الليبرالي الوحدوي حزبًا سياسيًا بريطانيًا تأسس في عام 1886 على يد فصيل انشقّ عن الحزب الليبرالي. تولّى قيادته اللورد هارتينغتون، الذي أصبح لاحقًا دوق ديفونشاير، وجوزيف تشامبرلين. أنشأ الحزب تحالفًا سياسيًا مع حزب المحافظين لمعارضة الحكم الذاتي الأيرلندي. شكّل الحزبان حكومة اتحادية ائتلافية استمرت عشر سنوات (1895–1905)، غير أنّهما حافظا على صناديقهما السياسية وتنظيماتهما الحزبية المستقلة، إلى أن توصّلا في مايو 1912 إلى اتفاق على اندماج كامل بين الحزب الليبرالي الوحدوي وحزب المحافظين.

## تاريخ الحزب

### تأسيسه
يعود أصل الليبراليين الوحدويين إلى تبنّي ويليام إيوارت غلادستون لقضية الحكم الذاتي الأيرلندي، أي منح أيرلندا حكمًا ذاتيًا محدودًا. أسفرت الانتخابات العامة لعام 1885 عن تمكّن القوميين الأيرلنديين، بقيادة تشارلز ستيوارت بارنيل، من السيطرة على ميزان القوى، مما أقنع غلادستون بأن الأيرلنديين يرغبون في ترسيخ الحكم الذاتي ويستحقونه، وبالتالي إصلاح الاتحاد القائم منذ 85 عامًا. رأى بعض الليبراليين أنّ مشروع قانون غلادستون بشأن الحكم الذاتي سيقود إلى استقلال أيرلندا وتفكك المملكة المتحدة لبريطانيا العظمى وأيرلندا، وهو ما لم يستطيعوا قبوله.
أطلق هؤلاء على أنفسهم اسم «الليبراليين الوحدويين»، نظرًا لتمسّكهم بالاتحاد، رغم أن أغلبهم في تلك المرحلة لم يرَ أن الانفصال عن زملائهم السابقين سيكون دائمًا. فضّل غلادستون تسميتهم بـ«الليبراليين المنشقين»، وكأنّه يعتقد أنهم سيعودون لاحقًا، كما عاد «العدلاميون» — وهم ليبراليون عارضوا توسيع حق الانتخاب عام 1866 — إلى الحزب الرئيسي بعد إقرار المحافظين لقانون الإصلاح الانتخابي عام 1867. في النهاية، لم تكن تسمية الليبراليين الوحدويين ذات أهمية، إذ تعمّق الانقسام داخل الحزب الليبرلي واتّسع خلال بضع سنوات.
انتمى معظم الليبراليين الوحدويين، بمن فيهم هارتينغتون، واللورد لانسداون، وجورج غوشن، إلى الجناح اليميني من الحزب، وكان متوقعًا أن ينشقوا عن الحزب الليبرالي على أي حال، لأسباب تتعلّق بالسياسات الاقتصادية والاجتماعية. امتلك بعض هؤلاء الوحدويين مساحات شاسعة من الأراضي في أيرلندا، وكانوا يخشون أن تُفكك تلك الممتلكات أو تُصادر إذا ما أصبحت أيرلندا تحت حكم مستقل. تكبّد هارتينغتون خسارة شخصية على يد القوميين الأيرلنديين عام 1882، حين قُتل شقيقه خلال أحداث جرائم قتل فينيكس بارك.
شكّل الليبراليون المناهضون للحكم الذاتي لجنةً للحفاظ على الاتحاد في أوائل عام 1886، وانضم إليهم سريعًا فصيلٌ راديكالي أصغر بقيادة جوزيف تشامبرلين وجون برايت. تولّى تشامبرلين لفترة وجيزة منصبًا في حكومة غلادستون التي تشكّلت في عام 1886، لكنه استقال بعد اطّلاعه على تفاصيل خطط غلادستون للحكم الذاتي. ونظرًا إلى أنّ تشامبرلين كان سابقًا من أبرز المدافعين عن الليبرالية الراديكالية في مواجهة حزب الأحرار، فقد بدا انضمامه إلى التحالف المعارض لليبراليين الغلادستونيين مفاجئًا.
عندما أسّس الليبراليون المنشقّون المجلس الليبرالي الاتحادي، الذي أصبح لاحقًا حزب الليبراليين الاتحاديين، أنشأ تشامبرلين الاتحاد الوطني الراديكالي كمنظمة منفصلة في برمنغهام. أتاح هذا الترتيب لتشامبرلين وحلفائه المقرّبين أن يبتعدوا عن الهيئة الرئيسة للاتحاد الليبرالي وحلفائها من المحافظين، مع إبقاء الباب مفتوحًا أمام احتمال التعاون مع الحزب الليبرلي مستقبلًا. وفي عام 1889، غيّر الاتحاد الوطني الراديكالي اسمه إلى الاتحاد الليبرالي الوطني، وظلّ كيانًا مستقلًا عن المجلس الليبرالي الاتحادي الرئيسي.
ذكر المؤرخ روبرت إنسور أنّ طبقة النبلاء اليمينيين (الويغ)، إلى جانب الغالبية الساحقة من الليبراليين المنتمين إلى الطبقة العليا والطبقة المتوسطة العليا، هجرت الحزب الليبرالي الرئيسي الذي أسّسه غلادستون بعد عام 1886. شهدت نوادي السادة ذات القاعدة الليبرالية انقسامًا حادًا. أشار إنسور إلى أنّ «مجتمع لندن، متأثرًا بآراء الملكة المعروفة، نبذ حكام المناطق الداخلية تقريبًا».
استثمر تشامبرلين مشاعر العداء للكاثوليكية في بناء قاعدة دعم للحزب الجديد بين العناصر البروتستانتية غير الملتزمة ذات التوجه «البرتقالي» في بريطانيا وأيرلندا. ونقل جون برايت الشعار الجذّاب: «الحكم الذاتي يعني حكم روما».

### الانفصال عن الليبراليين
أفضت انتخابات عام 1886 إلى فوز حزب المحافظين كأكبر كتلة في مجلس العموم، دون أن يحقق أغلبية مطلقة. وُجّهت دعوة إلى أبرز الليبراليين الوحدويين للانضمام إلى حكومة اللورد سالزبوري، زعيم المحافظين. أعلن سالزبوري استعداده لأن يتولّى هارتينغتون رئاسة وزراء حكومة ائتلافية، غير أنّ هارتينغتون رفض العرض. انطلق رفضه، جزئيًا، من خشيته أن يؤدّي ذلك إلى انقسام صفوف الليبراليين الوحدويين وخسارتهم أصواتًا من مؤيديهم الليبراليين. وعلى الرغم من أنّ الليبراليين الوحدويين وفروا الهامش الضروري لأغلبية سالزبوري، فإنهم استمروا في الجلوس على مقاعد المعارضة طوال دورة البرلمان، وتشارك هارتينغتون وتشامبرلين بصعوبة المقاعد الأمامية في المعارضة مع زميليهما السابقين، غلادستون وهاركورت.
في ديسمبر 1886، وبعد الاستقالة المفاجئة للّورد راندولف تشرشل من منصب وزير الخزانة، عرض سالزبوري المنصب على جورج جوشن، الذي عُدّ أكثر أعضاء الليبراليين الوحدويين البارزين محافظةً. استشار جوشن هارتينغتون، ثم وافق على الانضمام إلى حكومة المحافظين، وبقي في منصب وزير الخزانة طوال السنوات الست التالية.

### الائتلاف الوحدوي
بينما تعاون الجناح اليميني من الليبراليين الوحدويين بشكل غير رسمي مع حكومة المحافظين، وشارك في تشكيلها من خلال تعيين وزير منها، عقد الجناح الراديكالي الوحدوي سلسلة اجتماعات مع زملائه الليبراليين السابقين. قاد تشامبرلين والسير جورج تريفيليان مؤتمر المائدة المستديرة، في محاولة لاستكشاف مدى إمكانية إعادة توحيد الحزب الليبرالي. ورغم تحقيق بعض التقدّم، وإعلان تشامبرلين أنهم متفقون في تسع وتسعين قضية من أصل مئة، ظلّت مسألة الحكم الذاتي لأيرلندا دون حسم. لم يشارك هارتينغتون أو غلادستون مباشرةً في تلك الاجتماعات، ولم يظهر رجل دولة ليبرالي آخر قادر على إعادة توحيد صفوف الحزب. وخلال بضعة أشهر، توقفت المحادثات، رغم أنّ بعض الليبراليين الوحدويين، مثل تريفيليان، عادوا إلى الحزب الليبرالي بعد فترة قصيرة.
أجبر فشل محادثات عام 1887 الليبراليين الوحدويين على الاستمرار في تعميق علاقاتهم مع المحافظين. دعموا حكومة سالزبوري داخل البرلمان، رغم جلوسهم في مقاعد المعارضة إلى جانب الليبراليين. اشتدت حدة العداء بين الحلفاء السياسيين السابقين بعد عودة غلادستون إلى رئاسة الوزراء عقب الانتخابات العامة عام 1892. شكّل الليبراليون حكومة أقلية بدعم برلماني من القوميين الأيرلنديين، وطرحوا مشروع قانون الحكم الذاتي الثاني. تصدّى هارتينغتون، الذي أصبح آنذاك دوق ديفونشاير، وتشامبرلين لهذا المشروع. رفض مجلس اللوردات القانون بأغلبية ساحقة ضمّت النبلاء المحافظين والليبراليين الوحدويين.
في ذلك الوقت، زالت تمامًا فرص التوحيد بين الليبراليين والاتحاديين الليبراليين، ولم يكن مستغربًا انضمام قادة الاتحاديين الليبراليين إلى حكومة سالزبوري الجديدة عام 1895، بعد الهزيمة الانتخابية القاسية التي لحقت بالحزب الليبرلي. حملت الحكومة الجديدة اسم «الاتحاديين»، وبدأ التمايز بين المحافظين والاتحاديين الليبراليين يضعف تدريجيًا، رغم أنّ الاتحاديين الليبراليين حافظوا على قدرتهم على ترشيح نحو 100 مرشح في جميع الانتخابات العامة اللاحقة حتى انتخابات ديسمبر 1910، حيث تراجع العدد الإجمالي إلى 75 مرشحًا.
رغم انضمام عدد محدود من الاتحاديين الليبراليين، مثل غوشن، رسميًا إلى صفوف المحافظين عبر عضويتهم في نادي كارلتون المحافظ الحصري، حافظ الحزب على كيانه المستقل واستمر في جمع تبرعاته بشكل منفصل. تراجعت قوته في مجلس العموم من 78 مقعدًا في عام 1886 إلى 47 في عام 1892، ثم عاودت الصعود إلى 71 مقعدًا ثم 68 في الانتخابات العامة لعامي 1895 و1900 على التوالي. احتفظ الليبراليون الوحدويون بوجود قوي في جنوب غرب إنجلترا، وفي منطقة ويست ميدلاندز التي شكّلت مركز النفوذ السياسي لتشامبرلين، كما حافظوا على قوة ملحوظة في اسكتلندا، حيث شكّلوا في البداية الفصيل الأكثر تأثيرًا في تحالفهم مع المحافظين الاسكتلنديين في مواجهة الليبراليين.